# ラグビーヨーロッパ・ウィメンズチャンピオンシップ
ラグビーヨーロッパ・ウィメンズチャンピオンシップ（Rugby Europe Women's Championship）は、ワールドラグビーが公認する ヨーロッパにおけるラグビーユニオン国際大会である。4か国の15人制女子代表チームで競われる。ワールドカップやWXVへの出場をかけたヨーロッパ地域の予選としても行われる。

## 歴史
1988年に開催された4か国による「European Cup（ヨーロピアンカップ）」をルーツとする。
1995年から、国際アマチュアラグビー連盟（Fédération Internationale de Rugby Amateur、FIRA）の公式大会「FIRA Women's European Championship」として開催。
1999年にFIRAは、ラグビーユニオンの国際統括機関であるIRB（International Rugby Board、国際ラグビー評議会）と協力し、ラグビーユニオンのヨーロッパ代表機関として 「FIRA-AER（FIRA - Association of European Rugby）」となる。
2014年にFIRA-AERは「RUGBY EUROPE（ラグビーヨーロッパ）」となる。これにより、大会名称が「Rugby Europe Women's Championship（ラグビーヨーロッパ・ウィメンズチャンピオンシップ）」となる。
2021年は新型コロナウイルスの世界的流行のため開催されなかった。
2023年から新設の女子15人制国際大会WXVへの出場権をかけた予選として、この大会の優勝チーム と シックス・ネイションズ5位チームとが対戦し、勝者がWXV2に、敗者がWXV3に出場する。

## 結果
| 年   | 出場国数                                           | 優勝                                               | 準優勝                                             | 3位                                                | 4位                                                | 備考          |
| ---- | -------------------------------------------------- | -------------------------------------------------- | -------------------------------------------------- | -------------------------------------------------- | -------------------------------------------------- | ------------- |
| 1988 | 4                                                  | フランス                                           | イギリス                                           | オランダ                                           | イタリア                                           | [ 2 ]         |
| 1995 | 4                                                  | スペイン                                           | フランス                                           | イタリア                                           | オランダ                                           | [ 3 ]         |
| 1996 | 5                                                  | フランス                                           | スペイン                                           | イタリア                                           | オランダ                                           | [ 7 ]         |
| 1997 | 8                                                  | イングランド                                       | スコットランド                                     | スペイン                                           | フランス                                           | [ 8 ]         |
| 1998 | ワールドカップ1998のため開催せず                   | ワールドカップ1998のため開催せず                   | ワールドカップ1998のため開催せず                   | ワールドカップ1998のため開催せず                   | ワールドカップ1998のため開催せず                   |               |
| 1999 | 8                                                  | フランス                                           | スペイン                                           | スコットランド                                     | イングランド                                       | [ 9 ]         |
| 2000 | 8                                                  | フランス                                           | スペイン                                           | イングランド                                       | スコットランド                                     | [ 10 ]        |
| 2001 | 12                                                 | スコットランド                                     | スペイン                                           | イングランド                                       | フランス                                           | [ 11 ]        |
| 2002 | 4                                                  | イタリア                                           | スウェーデン                                       | ドイツ                                             | オランダ                                           | [ 12 ]        |
| 2003 | 8                                                  | スペイン                                           | フランス                                           | スウェーデン                                       | イタリア                                           | [ 13 ]        |
| 2004 | 8                                                  | フランス                                           | イングランド                                       | スコットランド                                     | ウェールズ                                         | [ 14 ]        |
| 2005 | 7                                                  | イタリア                                           | オランダ                                           | スウェーデン                                       | ドイツ                                             | [ 15 ]        |
| 2006 | 6                                                  | イタリア                                           | オランダ                                           | ロシア                                             | スウェーデン                                       | [ 16 ]        |
| 2007 | 16                                                 | イングランド                                       | フランス                                           | スペイン                                           | オランダ                                           | [ 17 ]        |
| 2008 | 16                                                 | イングランド                                       | ウェールズ                                         | アイルランド                                       | フランス                                           | [ 18 ]        |
| 2009 | 8                                                  | スウェーデン                                       | スコットランド                                     | オランダ                                           | スペイン                                           | [ 19 ]        |
| 2010 | 8                                                  | スペイン                                           | イタリア                                           | オランダ                                           | スウェーデン                                       | [ 20 ]        |
| 2011 | 8                                                  | イングランド                                       | スペイン                                           | フランス                                           | イタリア                                           | [ 21 ]        |
| 2012 | 8                                                  | イングランド                                       | フランス                                           | イタリア                                           | スペイン                                           | [ 22 ]        |
| 2013 | 6                                                  | スペイン                                           | サモア                                             | スコットランド                                     | イタリア                                           |               |
| 2014 | 4                                                  | オランダ                                           | ベルギー                                           | ロシア                                             | スイス                                             | [ 23 ]        |
| 2015 | 4                                                  | ベルギー                                           | スイス                                             | ロシア                                             | チェコ                                             | [ 24 ]        |
| 2016 | 6                                                  | スペイン                                           | オランダ                                           | ロシア                                             | ベルギー                                           | [ 25 ]        |
| 2017 | ワールドカップ2017のため開催せず                   | ワールドカップ2017のため開催せず                   | ワールドカップ2017のため開催せず                   | ワールドカップ2017のため開催せず                   | ワールドカップ2017のため開催せず                   |               |
| 2018 | 4                                                  | スペイン                                           | オランダ                                           | ドイツ                                             | ベルギー                                           | [ 26 ]        |
| 2019 | 4                                                  | スペイン                                           | オランダ                                           | ロシア                                             | ドイツ                                             | [ 27 ]        |
| 2020 | 3                                                  | スペイン                                           | ロシア                                             | オランダ                                           |                                                    | [ 28 ] [ 29 ] |
| 2021 | 新型コロナウイルス感染症の世界的流行のため開催せず | 新型コロナウイルス感染症の世界的流行のため開催せず | 新型コロナウイルス感染症の世界的流行のため開催せず | 新型コロナウイルス感染症の世界的流行のため開催せず | 新型コロナウイルス感染症の世界的流行のため開催せず |               |
| 2022 | 3                                                  | スペイン                                           | オランダ                                           | ロシア                                             |                                                    | [ 30 ] [ 31 ] |
| 2023 | 3                                                  | スペイン                                           | オランダ                                           | スウェーデン                                       |                                                    | [ 32 ] [ 6 ]  |
| 2024 | 4                                                  | スペイン                                           | オランダ                                           | ポルトガル                                         | スウェーデン                                       | [ 33 ]        |

## 外部サイト
- 「Rugby Europe Women's Championship」
- WXV
- WOMEN IN RUGBY
- ヨーロッパラグビー
- ワールドラグビー